# النويدرة (ساة)

'

تعديل مصدري - تعديل

النويدرة هي إحدى قرى عزلة ساه بمديرية ساة التابعة لمحافظة حضرموت، بلغ تعداد سكانها 970 نسمة حسب تعداد اليمن لعام 2004.